# Kaarlo Bergbom

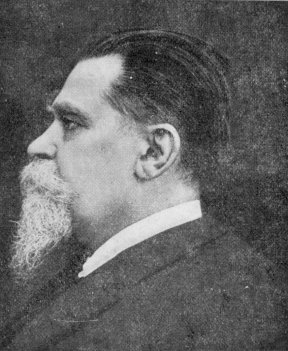
Kaarlo Bergbom

Kaarlo Bergbom (Viipuri, 2 oktober 1843 - Helsinki, 17 januari 1906) was een Fins theaterdirecteur, schrijver en literatuurwetenschapper.

## Leven en werk
Bergboms ouders waren de senator en jurist Johan Erik Bergbom en Fredrika Juliana Roschier. Nadat hij in 1863, al op 19-jarige leeftijd, was afgestudeerd in de filosofie, promoveerde hij in 1868 aan de Universiteit van Helsinki op een proefschrift over het historisch drama in Duitsland. In datzelfde jaar was hij een van de oprichters van een Finse vereniging in Helsinki die de Finse taal en cultuur propageerde. Na studiereizen naar Duitsland en Sint-Petersburg en de publicatie van een pamflet, waarin hij "een paar woorden" sprak over "onze huidige theateromstandigheden", was hij in 1872 de oprichter van het Fins Nationaal Theater, het eerste gezelschap dat speelde in het Fins. Ook richtte hij in 1873 de eerste Finse Opera op, die in 1879 door financiële problemen moest sluiten.
Hij leidde het toneelgezelschap tot aan zijn dood in 1906. Hoewel hij als toneelschrijver weinig stukken schreef - onder meer Pombal ja jesuiitat en Paola Moroni - was hij verantwoordelijk voor het introduceren van enkele Finse dramaturgen, onder wie Minna Canth, en voor vertalingen naar het Fins van werken van William Shakespeare en andere buitenlandse toneelschrijvers. Bergbom richtte in 1866, samen met onder anderen Yrjö Koskinen, ook het literair tijdschrift Kirjallinen Kuukausilehti (Geschreven maandblad) op, dat tot 1880 bestond. Daarin publiceerde hij literaire kritieken en drie romans in feuilletonvorm: Julian, Aarnihauta en Sydämiä ihmistelmeessä.
Hij was de broer van senator Erik Ossian Bergbom (1845-1917, na 1903 Ossian Wuorenheimo genaamd), drijvende kracht achter de spoorwegaanleg in Finland, en van Emilie Bergbom (1834-1905), die hem als zakelijk leidster van het theater bijstond en vier maanden voor hem stierf. Hij ligt begraven op de Hietaniemibegraafplaats in Helsinki.

## Werken
Toneel
- Pombal ja jesuiitat (Pombal en de Jezuïeten), 1863
- Belsatzarin pidot (Het diner van Belsazar), 1864
- Paola Morani, 1870

Romans
- Julian, 1867
- Aarnihauta, 1868
- Sydämmiä ihmistelmeessä (Harten in humor), 1869

Studies
- Heinrich Heine, 1864
- De Tweede Franse Republiek en zijn literatuur, 1867
- Carl Jonas Love Almqvist, 1866
- Ulkomaan kirjallisuutta (Buitenlandse literatuur), 1867
- Historiallinen draama Saksassa (Historisch drama in Duitsland), dissertatie 1868
- Neljä vuotta Suomen kirjallisuushistoriasta (Vier jaar Finse literatuurgeschiedenis), 1870
- Saksalaisesta draamasta 1870-71 (Duits drama 1870-1871), 1872

Pamflet
- Muutamia sanoja nykyisistä teatterioloistamme (Een paar woorden over onze huidige theateromstandigheden), 1872
- Vielä muutamia sanoja nykyisistä teatterioloistamme (Nog een paar woorden over onze huidige theateromstandigheden), 1872